# Aydoğdu, Kiraz
Aydoğdu là một xã thuộc huyện Kiraz, tỉnh İzmir, Thổ Nhĩ Kỳ. Dân số thời điểm năm 2010 là 386 người.